# 南尼日利亚民间故事
《南尼日利亚民间故事》（Folk Stories from Southern Nigeria）是1910年出版的一本书。
书里包括40个南尼日利亚保护国的民俗学故事和童话。故事由民俗学家、当地殖民地官员埃尔芬斯通·戴雷尔收集，安德鲁·朗格在安德鲁·朗格童话集中介绍，从而知名。